# كأس السوبر النمساوي
كأس السوبر النمساوي (بالألمانية: ÖFB-Supercup) كانت بطولة رسمية من مباراة واحدة تجمع بين بطل الدوري النمساوي الدرجة الأولى وبطل كأس النمسا أو وصيفه في حال كان بطل الدوري هو نفسه بطل الكأس. كانت أول نسخة عام 1986 وانتهت عام 2004.

## الأكثر تتويجاً
| # | النادي              | الألقاب | السنوات                            |
| - | ------------------- | ------- | ---------------------------------- |
| 1 | أوستريا فيينا       | 6       | 1990، 1991، 1992، 1993، 2003، 2004 |
| 2 | رابيد فيينا         | 3       | 1986، 1987، 1988                   |
| 3 | أوستريا سالزبورغ    | 3       | 1994، 1995، 1997                   |
| 4 | شتورم غراتس         | 3       | 1996، 1998، 1999                   |
| 5 | غراتزر أي كاي       | 2       | 2000، 2002                         |
| 6 | أدميرا فاكر مودلينغ | 1       | 1989                               |
| 7 | كارنتين             | 1       | 2001                               |